# میراث دروغ‌ها
میراث دورغ‌ها (به انگلیسی: Legacy of Lies) یک فیلم اکشن محصول مشترک آمریکا، بریتانیا و اوکراین به کارگردانی و نویسندگی آدریان بول بازی اسکات ادکینز که در سال ۲۰۲۰ به صورت فیلم ویدئویی منتشر شد.

## داستان
پس از بازگشت یک مأمور اطلاعاتی سابق به دنیای پر از خطر جاسوسی، او راز تکان دهنده‌ای را دربارهٔ عملیات سرویس‌های مخفی ناشناس کشف می‌کند و…

## بازیگران
- اسکات ادکینز … مارتین باکستر
- آنر نیفسی … لیزا
- آندره آ واسیلیو … سوزان
- یولیا سوبول … ساشا
- مارتین مک دوگال … تروور
- مت میتلر … مارک راملی
- تتیانا نوسنکو … اولگا
- آنا بوتکویچ … تاتیانا

## تولید
فیلمبرداری این فیلم در کیف اوکراین، و لندن انگلستان انجام شد.